# Indiana Jones a království křišťálové lebky
Indiana Jones a království křišťálové lebky je název v pořadí již čtvrtého dobrodružného filmu o americkém archeologovi Indiana Jonesovi, který byl uveden do kin 22. května 2008. Jeho vznik provázelo mnoho zdržení, především kvůli autorské vytíženosti režiséra Stevena Spielberga a producenta George Lucase a také kvůli hledání vhodného scénáře (křišťálová lebka). Na začátku filmu je Indy a jeho přítel Mac zajat vojáky Iriny Spalko (Cate Blanchett).

## Obsazení
| Harrison Ford  | Indiana Jones                 |
| Cate Blanchett | Irina Spalko                  |
| Karen Allen    | Marion Ravenwood              |
| Ray Winstone   | plukovník George „Mac" McHale |
| John Hurt      | Harold „Ox" Oxley             |
| Jim Broadbent  | děkan Charles Stanforth       |
| Shia LaBeouf   | Mutt Williams                 |
| Igor Jijikine  | plukovník Antonin Dovchenko   |

## České znění
| Postava           | Herec / herečka | Dabér / dabérka      |
| ----------------- | --------------- | -------------------- |
| Indiana Jones     | Harrison Ford   | Jiří Štěpnička       |
| Irina Spalko      | Cate Blanchett  | Kateřina Lojdová     |
| Marion Ravenwood  | Karen Allen     | Milena Steinmasslová |
| George McHale     | Ray Winstone    | Petr Oliva           |
| Harold Oxley      | John Hurt       | Jiří Plachý          |
| Charles Stanforth | Jim Broadbent   | Dalimil Klapka       |
| Mutt Williams     | Shia LaBeouf    | Libor Bouček         |